# Парень, ты попал
«Парень, ты попал» — американский комедийно-драматический фильм 2001 года режиссёра Роджера Найгарда, написавшего сценарий в соавторстве с Джо Янетти. История повествует об автомобильном бизнесе в США, в главных ролях Джо Яннетти, Джейк Йохансон, Дэниэл Бензали, Майкл Д. Робертс, Луис Мэндилор и Лори Локлин.

## Сюжет
Бобби (Луис Мэндилор) — симпатичный парень, ищущий работу. Он также должен много денег ростовщикам Чаду и Эверетту. Однажды он заходит в Southside Motors в Лос-Анджелесе и устраивается на работу дилером автомобилей. Здесь и случаются события, он попадает в тёмный мир автопродаж. Менеджер центра (Дэниэл Бензали) — лысый бандит, который не стесняется обмануть клиента. К несчастью для Бобби, он не умеет надувать клиентов. Ситуация ещё более усложняется, когда ростовщики приходят забрать деньги, которые им должен Бобби.

## В ролях
- Джо Янетти — Джо
- Джейк Йохансон — Лэнс
- Дэниэл Бензали — Реджи
- Дэвид Акерт — Шамин
- Юта Блу — Майк
- Эли Данкер — Мохаммед
- Уэйн Дювалл — Рэндалл
- Луис Мэндилор — Бобби Делука
- Дэвид Поланд — Али
- Майкл Д. Робертс — Эдди
- Валенте Родригес — Марко
- Джошуа Свит — Роджер
- БТ — Джей Джей
- Дэниэл Вильярреаль — Хавьер
- Даррен Грэй Уорд — Шон
- Лори Локлин — Донна Делука
- Питер Брейтмайер — Shower Customer
- Ларри Браун — Pathetic Customer
- Дэвид Аллен Брукс — Чэд
- Уильям Шокли — Эверетт
- Стэйси Пема — оператор[6]

## История создания
Сюжет фильма был написан Джо Янетти и Роджером Найгардом, комиком и в прошлом продавцом автомобилей. Найгард также выступил режиссёром. Для своего сценария Найгард опирался на рассказы, которые он слышал от своих друзей-дилеров. Один из них повествовал о женщине, которая выбрала секс как средство достижения своей цели — угон автомобиля, и оставила продавца в затруднительном положении и без одежды.

## Награды и премии
Премьера фильма состоялась на Фестивале комедийных искусств в Аспене. Фильм был удостоен награды «Кинопремьера 2001 года» в номинации «Сценарий», победив «Полное разоблачение» от Тони Джонстона, Дэвида Дэвиса и Брайана Кокса, «Гараж» Брэндона Коула и «Человека из будущего» Дага Кэмпбелла. Его показали на кинофестивале Cinequest Film & Creativity Festival 2000 года. Он получил награду на фестивале в категории «Приз особого жюри за художественные заслуги». Он также был участником кинофестиваля Waterfront Film Festival.
Фильм транслировали на каналах HBO и Cinemax.

## Релизы
- Sucker$ - Sand Hill SH 0061 - 2001[14]
- Suckers - Planet - 2001
- Suckers - Victory Multimedia - 2001
- Suckers - Razor Digital Entertainment - 2004
- Tough Guys: Suckers / Sex and Bullets - Razor - 2005[15]